# Eucnide bartonioides
Eucnide bartonioides är en brännreveväxtart som beskrevs av Joseph Gerhard Zuccarini. Eucnide bartonioides ingår i släktet Eucnide och familjen brännreveväxter. Inga underarter finns listade i Catalogue of Life.